# غوردون مانينغ
غوردون مانينغ (بالإنجليزية: Gordon Manning)‏ هو صحفي أمريكي، ولد في 28 مايو 1917، وتوفي في 6 سبتمبر 2006 بسبب مرض قلبي وعائي.